# Stefan Reichmuth (Ringer)
Stefan Reichmuth (* 20. September 1994 in Grosswangen; Spitzname: Stifi) ist ein Schweizer Freistilringer.
Stefan Reichmuth ist mehrfacher Schweizer Nachwuchs- und Elitemeister. Seit 2010 startet der gelernte Zweiradmachaniker in der Schweizer Mannschaftsmeisterschaft für den Ringer Club Willisau, wo er von Thomas Bucheli trainiert wird. Der Club wurde 2010 und 2015 Mannschaftsmeister und feierte 2013 den Gewinn der Bronze-Medaille. Persönlich ist Reichmuth in der heimischen Meisterschaft seit 2012 ungeschlagen. Auf internationalem Parkett sind die Bronzemedaille an den Ringer-Weltmeisterschaften 2019 in Nur-Sultan (KAZ) und die damit verbundene Qualifikation für die Olympischen Spiele 2020 in Tokio sein bisher grösster Erfolg. An den Armeeweltmeisterschaften 2018 in Moskau belegte er ebenfalls den 3. Rang.
Auf internationalem Parkett wird Reichmuth primär von Nicolae Ghiță trainiert. Lange Zeit sein erfolgreichstes Jahr war die Saison 2014 mit dem 5. Rang an der Europameisterschaft der Elite in Vantaa, dem 5. Platz an der Europameisterschaft der Junioren in Katowice und dem 8. Platz an der Weltmeisterschaft der Junioren in Zagreb. An der U23-Europameisterschaft 2015 in Wałbrzych erreichte er ausserdem den 8. Rang. Aufgrund dieser Resultate wurde Reichmuth von der Swiss Olympic Association auch für die Europaspiele 2015 in Baku selektioniert. Dort konnte er aber wegen einer kurz vorher erlittenen Knieverletzung nicht seinem Renommee entsprechend abschneiden. Seit September 2015 ist Reichmuth ausserdem im Spitzensportler-Förderprogramm der Schweizer Armee. Das so noch intensivierte Training brachte für ihn einen weiteren Gewichtszuwachs, weswegen er seit der Saison 2016 auch international nur noch in der Gewichtsklasse bis 86 kg antritt. Mit dem 5. Rang an der U23-Europameisterschaft 2016 in Rousse konnte er auch dort gleich einen Erfolg feiern.
Nach seinem dritten Platz bei den Armeeweltmeisterschaften 2018 sorgte er schliesslich im Jahr 2019 für internationales Aufsehen. Zwar blieben die Podestplätze an wichtigen Turnieren lange aus, und auch die neuerliche Teilnahme an den Europaspielen 2019 in Minsk, bei denen er als offizieller Ambassador von Swiss Olympic amtete, brachte mit Rang 10 eher mässigen Erfolg. Doch am 22. September 2019 an den Ringer-Weltmeisterschaften in Nur-Sultan holte er überraschend die Bronzemedaille und damit die erste Medaille an Welttitelkämpfen für die Swiss Wrestling Federation seit dem 3. Platz von Hugo Dietsche an den Olympischen Spielen 1984 in Los Angeles und die erste überhaupt im Freistilringen.